# Louis Riel
Louis David Riel  (22 d'octubre de 1844 – 16 de novembre de 1885, per execució) va ser un polític canadenc i el fundador de la província de Manitoba. Pertanyia a l'ètnia dels métis. Va dirigir la Rebel·lió del riu Red (1869-1870). Riel cercava preservar els drets i la cultura dels metis. Riel ha rebut més atenció dels intel·lectuals que cap altre figura en la història canadenca. Va fundar un govern provisional el qual va negociar l'entrada de Manitoba a la Confederació canadenca. Riel ordenà l'execució de Thomas Scott, i fugí als Estats Units. Mentre estava a l'exili va ser elegit tres vegades a la cambra House of Commons of Canada, malgrat que mai va ocupar l'escó.
El primer ministre del Canadà MacDonald decidí portar-lo a la forca a causa de la rebel·lió que Riel també dirigí al Saskatchewan.

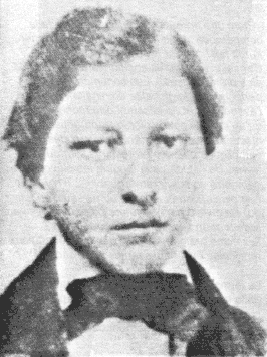
Louis Riel, als 14 anys

## Referències

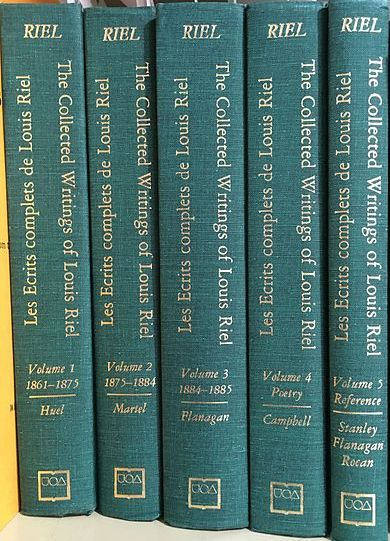
Escrits de Riel

### Historiografia
- Barkwell, Lawrence J., Leah Dorion and Darren Prefontaine. Metis Legacy: A Historiography and Annotated Bibliography. Winnipeg: Pemmican Publications Inc. and Saskatoon: Gabriel Dumont Institute, 2001. ISBN 1-894717-03-1
- Betts, Gregory. "Non Compos Mentis: A Meta-Historical Survey of the Historiographic Narratives of Louis Riel's 'Insanity'", International Journal of Canadian Studies / Revue internationale d'études canadiennes, n° 38, 2008, p. 15-40. online
- Braz, Albert. The False Traitor: Louis Riel in Canadian Culture (University of Toronto Press, 2003) online review
- Bumstead, J. M. "The 'Mahdi' of Western Canada: Lewis Riel and His Papers," The Beaver (1987) 67#4 pp 47–54
- Dick, Lyle. "Nationalism and Visual Media in Canada: The Case of Thomas Scott's Execution." Manitoba History (Autumn/Winter2004-05), Issue 48, pp 2–18. online Arxivat 2016-01-01 a Wayback Machine.
- Flanagan, Thomas. Riel and the Rebellion: 1885 Reconsidered (2nd ed. U of Toronto Press, 2000).
- Flanagan, Thomas. "Louis Riel: Icon of the Left," Transactions of the Royal Society of Canada (1986), Vol 1, pp 219–228.
- Mossmann, Manfred. "The Charismatic Pattern: Canada's Riel Rebellion of 1885 as a Millenarian Protest Movement," Prairie Forum (1985) 10#2 pp 307–325.
- Miller, J. R. "From Riel to the Metis." Canadian Historical Review 69#1 (1988): 1-20.
  - James Rodger Miller, "From Riel to the Métis". Reflections on Native-newcomer Relations: Selected Essays.  University of Toronto Press, 2004, p. 37–60., historiography
- Morton, Desmond. "Image of Louis Riel in 1998," Canadian Speeches (May 1998) 12#2 online
- Owram, Doug, ed.. Canadian History: Confederation to the present.  U. of Toronto Press, 1994, p. 18, 168, 191–95, 347–50.
- Reid, Jennifer; Long, Charles; Carrasco, David. Louis Riel and the Creation of Modern Canada: Mythic Discourse and the Postcolonial State.  Albuquerque: University of New Mexico Press, 2008. ISBN 978-0-8263-4415-1.
- Sprague, D.N. "Historiographical introduction" ch 1 of Sprague, Canada and the Métis, 1869-1885 (1988), pp 1–17.
- Stanley, George F.G. Louis Riel: Patriot or Rebel? Canadian Historical Association Booklet No. 2 (1979) online